# John Grogan
John Grogan (Detroit, Michigan), 20 maart 1957) is een succesvolle Amerikaans schrijver en journalist, die onder andere de bestseller Marley & Ik schreef.
John Grogan was lange tijd bij de Sun-Sentinel als verslaggever en columnist werkzaam en woonachtig in Florida. Dit werk gaf hij echter op voor de functie als hoofdredacteur bij een tuinmagazine genaamd: Organic Gardening (Biologisch tuinieren). Daarna was hij werkzaam als columnist bij de Philadelphia Inquirer, waar een verzameling van zijn beste artikelen in 2007 werd gepubliceerd, die de titel Bad Dogs have More Fun meekreeg. Een ander boek van hem, The Longest Trip Home, werd op 21 oktober 2008 uitgegeven.
John Grogan woont met zijn vrouw Jenny en zijn drie kinderen Patrick, Conor en Colleen in Pennsylvania.

## Marley & Ik
Een van de bekendste boeken van John Grogan werd in 2005 onder de titel "Marley & Me" (Marley & Ik) uitgegeven. Het begon ermee doordat hij in zijn columns over zijn leven met zijn hond Marley schreef en daarop zoveel positieve reacties van zijn lezers kreeg, dat hij besloot er een boek over te schrijven. Het boek was maandenlang een bestseller in Engeland en Amerika. Het verhaal werd in 2008 succesvol verfilmd met Owen Wilson als John Grogan en Jennifer Aniston als zijn vrouw Jenny. Voor de hond Marley werden meerdere labradors ingezet, van pups tot kleinkind.
Grogans hond Marley figureerde zelf even mee in de film The Last Home Run. Hij was voor minder dan twee minuten te zien toen een meisje uit een bestelauto stapte en zij werd gevolgd door een jongetje met Marley aan de lijn. Op de aftiteling van de film staat: Marley, de hond - als zichzelf.